# Almon Heath Read
Almon Heath Read (* 12. Juni 1790 in Shelburne, Vermont; † 3. Juni 1844 in Montrose, Pennsylvania) war ein US-amerikanischer Politiker. Zwischen 1842 und 1844 vertrat er den Bundesstaat Pennsylvania im US-Repräsentantenhaus.

## Werdegang
Almon Read besuchte bis 1811 das Williams College in Williamstown (Massachusetts). Zwischen 1815 und 1820 war er als County Clerk bei der Bezirksverwaltung im Susquehanna County in Pennsylvania angestellt. Nach einem anschließenden Jurastudium und seiner 1816 erfolgten Zulassung als Rechtsanwalt begann er in Montrose in diesem Beruf zu arbeiten. In den 1820er Jahren schloss er sich der Bewegung um den späteren US-Präsidenten Andrew Jackson an und wurde Mitglied der von diesem 1828 gegründeten Demokratischen Partei. Von 1827 bis 1832 war Read Abgeordneter im Repräsentantenhaus von Pennsylvania; von 1833 bis 1837 gehörte er dem Staatssenat an. Im Jahr 1840 war er State Treasurer von Pennsylvania.
Nach dem Tod des Abgeordneten Davis Dimock wurde Read bei der fälligen Nachwahl als dessen Nachfolger in das US-Repräsentantenhaus in Washington, D.C. gewählt, wo er am 18. März 1842 sein neues Mandat antrat. Nach einer Wiederwahl konnte er bis zu seinem Tod am 3. Juni 1844 im Kongress verbleiben. Diese Zeit war von den Spannungen zwischen Präsident John Tyler und den Whigs geprägt. Außerdem wurde damals bereits über eine mögliche Annexion der seit 1836 von Mexiko unabhängigen Republik Texas diskutiert.